# Liste der Regierungschefs Frankreichs
Die Liste der Regierungschefs Frankreichs führt diese in der Geschichte des Landes vollständig auf.

## Liste
In der Dritten und Vierten Republik, die ein parlamentarisches Regierungssystem besaßen, führte der Regierungschef die Funktionsbezeichnung Président du Conseil (Präsident des Ministerrats, deutsch meist kurz mit Ministerpräsident übersetzt).
Die Angaben der Parteizugehörigkeiten geben bis Ende des 19. Jahrhunderts nur programmatische Zuordnungen an. Parteien als organisierte Vereine mit festen Mitgliedern entstehen erst um 1900.
| Name                                                                                | Name                                                                              | Amtsantritt                                                                       | Amtsaustritt                                                                      | Partei/Gruppierung                                                                | Staatsoberhaupt                                                                   |
| Präsidenten des Ministerrates des Königreichs Frankreich 1815–1830 (Restauration)   | Präsidenten des Ministerrates des Königreichs Frankreich 1815–1830 (Restauration) | Präsidenten des Ministerrates des Königreichs Frankreich 1815–1830 (Restauration) | Präsidenten des Ministerrates des Königreichs Frankreich 1815–1830 (Restauration) | Präsidenten des Ministerrates des Königreichs Frankreich 1815–1830 (Restauration) | Präsidenten des Ministerrates des Königreichs Frankreich 1815–1830 (Restauration) |
| ----------------------------------------------------------------------------------- | --------------------------------------------------------------------------------- | --------------------------------------------------------------------------------- | --------------------------------------------------------------------------------- | --------------------------------------------------------------------------------- | --------------------------------------------------------------------------------- |
|                                                                                     | Charles-Maurice de Talleyrand-Périgord                                            | 9. Juli 1815                                                                      | 26. September 1815                                                                | parteilos                                                                         | König von Frankreich Ludwig XVIII. 1815–1824                                      |
|                                                                                     | Armand Emmanuel du Plessis                                                        | 26. September 1815                                                                | 29. Dezember 1818                                                                 | Ultra-Royalist                                                                    | König von Frankreich Ludwig XVIII. 1815–1824                                      |
|                                                                                     | Jean-Joseph Dessoles                                                              | 29. Dezember 1818                                                                 | 19. November 1819                                                                 | Doktrinär (Liberaler Royalist)                                                    | König von Frankreich Ludwig XVIII. 1815–1824                                      |
| Élie Decazes                                                                        | 19. November 1819                                                                 | 20. Februar 1820                                                                  | Doktrinär                                                                         |                                                                                   | König von Frankreich Ludwig XVIII. 1815–1824                                      |
|                                                                                     | Armand Emmanuel du Plessis (2. Mal)                                               | 20. Februar 1820                                                                  | 14. Dezember 1821                                                                 | Ultra-Royalist                                                                    | König von Frankreich Ludwig XVIII. 1815–1824                                      |
| Jean-Baptiste de Villèle                                                            | 14. Dezember 1821                                                                 | 4. Januar 1828                                                                    | Ultra-Royalist                                                                    | König von Frankreich Karl X. 1824–1830                                            |                                                                                   |
| Jean-Baptiste Gay                                                                   | 4. Januar 1828                                                                    | 8. August 1829                                                                    | Ultra-Royalist                                                                    | König von Frankreich Karl X. 1824–1830                                            |                                                                                   |
| Jules de Polignac                                                                   | 8. August 1829                                                                    | 29. Juli 1830                                                                     | Ultra-Royalist                                                                    | König von Frankreich Karl X. 1824–1830                                            |                                                                                   |
|                                                                                     | Casimir de Rochechouart de Mortemart                                              | 29. Juli 1830                                                                     | 31. Juli 1830                                                                     | König von Frankreich Karl X. 1824–1830                                            | parteilos                                                                         |
| Präsidenten des Ministerrates des Königreichs Frankreich 1830–1848 (Juli-Monarchie) |                                                                                   |                                                                                   |                                                                                   |                                                                                   |                                                                                   |
|                                                                                     | Victor de Broglie                                                                 | 13. August 1830                                                                   | 2. November 1830                                                                  | Orléanist                                                                         | König der Franzosen Louis-Philippe I. 1830–1848                                   |
|                                                                                     | Jacques Laffitte                                                                  | 2. November 1830                                                                  | 13. März 1831                                                                     | Bewegungspartei (Progressiver)                                                    | König der Franzosen Louis-Philippe I. 1830–1848                                   |
|                                                                                     | Casimir Pierre Périer                                                             | 13. März 1831                                                                     | 16. Mai 1832                                                                      | Widerstandspartei (Konservativer)                                                 | König der Franzosen Louis-Philippe I. 1830–1848                                   |
|                                                                                     | Nicolas Soult                                                                     | 16. Mai 1832                                                                      | 18. Juli 1834                                                                     | Bewegungspartei                                                                   | König der Franzosen Louis-Philippe I. 1830–1848                                   |
|                                                                                     | Étienne Maurice Gérard                                                            | 18. Juli 1834                                                                     | 10. November 1834                                                                 | parteilos                                                                         | König der Franzosen Louis-Philippe I. 1830–1848                                   |
|                                                                                     | Hugues-Bernard Maret                                                              | 10. November 1834                                                                 | 18. November 1834                                                                 | parteilos                                                                         | König der Franzosen Louis-Philippe I. 1830–1848                                   |
|                                                                                     | Édouard Adolphe Mortier                                                           | 18. November 1834                                                                 | 12. März 1835                                                                     | parteilos                                                                         | König der Franzosen Louis-Philippe I. 1830–1848                                   |
|                                                                                     | Victor de Broglie (2. Mal)                                                        | 12. März 1835                                                                     | 22. Februar 1836                                                                  | Orléanist                                                                         | König der Franzosen Louis-Philippe I. 1830–1848                                   |
|                                                                                     | Adolphe Thiers                                                                    | 22. Februar 1836                                                                  | 6. September 1836                                                                 | Bewegungspartei                                                                   | König der Franzosen Louis-Philippe I. 1830–1848                                   |
|                                                                                     | Louis-Mathieu Molé                                                                | 6. September 1836                                                                 | 31. März 1839                                                                     | Orléanist                                                                         | König der Franzosen Louis-Philippe I. 1830–1848                                   |
|                                                                                     | Nicolas Soult (2. Mal)                                                            | 31. März 1839                                                                     | 1. März 1840                                                                      | Bewegungspartei                                                                   | König der Franzosen Louis-Philippe I. 1830–1848                                   |
| Adolphe Thiers (2. Mal)                                                             | 1. März 1840                                                                      | 29. Oktober 1840                                                                  | Bewegungspartei                                                                   |                                                                                   | König der Franzosen Louis-Philippe I. 1830–1848                                   |
| Nicolas Soult (3. Mal)                                                              | 29. Oktober 1840                                                                  | 19. September 1847                                                                | Bewegungspartei                                                                   |                                                                                   | König der Franzosen Louis-Philippe I. 1830–1848                                   |
|                                                                                     | François Guizot                                                                   | 19. September 1847                                                                | 23. Februar 1848                                                                  | Widerstandspartei                                                                 | König der Franzosen Louis-Philippe I. 1830–1848                                   |
| Louis-Mathieu Molé (2. Mal)                                                         | 23. Februar 1848                                                                  | 24. Februar 1848                                                                  | Widerstandspartei                                                                 |                                                                                   | König der Franzosen Louis-Philippe I. 1830–1848                                   |
| Präsidenten des Ministerrates der Französischen Republik 1848–1852 (II. Republik)   |                                                                                   |                                                                                   |                                                                                   |                                                                                   |                                                                                   |
|                                                                                     | Jacques Charles Dupont de l’Eure                                                  | 24. Februar 1848                                                                  | 9. Mai 1848                                                                       | Gemäßigter Republikaner                                                           | kein Staatsoberhaupt                                                              |
| François Arago                                                                      | 10. Mai 1848                                                                      | 24. Juni 1848                                                                     | Gemäßigter Republikaner                                                           |                                                                                   | kein Staatsoberhaupt                                                              |
| Louis-Eugène Cavaignac                                                              | 28. Juni 1848                                                                     | 20. Dezember 1848                                                                 | Gemäßigter Republikaner                                                           |                                                                                   | kein Staatsoberhaupt                                                              |
|                                                                                     | Odilon Barrot                                                                     | 20. Dezember 1848                                                                 | 31. Oktober 1849                                                                  | Partei der Ordnung (Konservativer)                                                | Präsident Louis-Napoleon Bonaparte 1848–1852                                      |
| Alphonse Henri d’Hautpoul                                                           | 31. Oktober 1849                                                                  | 24. Januar 1851                                                                   | Partei der Ordnung                                                                |                                                                                   | Präsident Louis-Napoleon Bonaparte 1848–1852                                      |
|                                                                                     | Präsident Bonaparte selbst                                                        | 24. Januar 1851                                                                   | 10. April 1851                                                                    | Bonapartist                                                                       | Präsident Louis-Napoleon Bonaparte 1848–1852                                      |
|                                                                                     | Léon Faucher                                                                      | 10. April 1851                                                                    | 26. Oktober 1851                                                                  | Partei der Ordnung                                                                | Präsident Louis-Napoleon Bonaparte 1848–1852                                      |
|                                                                                     | Präsident Bonaparte selbst                                                        | 26. Oktober 1851                                                                  | 2. Dezember 1852                                                                  | Bonapartist                                                                       | Präsident Louis-Napoleon Bonaparte 1848–1852                                      |
| Chef des Kabinetts des Französischen Kaiserreichs 1852–1870 (Zweites Kaiserreich)   |                                                                                   |                                                                                   |                                                                                   |                                                                                   |                                                                                   |
|                                                                                     | absolute Herrschaft Napoleons III.                                                | 2. Dezember 1852                                                                  | 2. Januar 1870                                                                    | Bonapartist                                                                       | Kaiser der Franzosen Napoleon III. 1852–1870                                      |
| Émile Ollivier                                                                      | 2. Januar 1870                                                                    | 9. August 1870                                                                    | Bonapartist                                                                       |                                                                                   | Kaiser der Franzosen Napoleon III. 1852–1870                                      |
| Charles Cousin-Montauban                                                            | 9. August 1870                                                                    | 4. September 1870                                                                 | Bonapartist                                                                       |                                                                                   | Kaiser der Franzosen Napoleon III. 1852–1870                                      |
| Präsidenten des Ministerrates der Französischen Republik 1870–1940 (III. Republik)  |                                                                                   |                                                                                   |                                                                                   |                                                                                   |                                                                                   |
|                                                                                     | Louis Jules Trochu                                                                | 4. September 1870                                                                 | 22. Januar 1871                                                                   | parteilos                                                                         | kein Staatsoberhaupt                                                              |
|                                                                                     | Jules Dufaure                                                                     | 22. Januar 1871                                                                   | 24. Mai 1873                                                                      | gemäßigter Republikaner                                                           | Präsident Adolphe Thiers 1871–1873                                                |
|                                                                                     | Albert de Broglie                                                                 | 24. Mai 1873                                                                      | 22. Mai 1874                                                                      | Monarchist (Orleanist)                                                            | Präsident Patrice de Mac-Mahon 1873–1879                                          |
|                                                                                     | Ernest Courtot de Cissey                                                          | 22. Mai 1874                                                                      | 10. März 1875                                                                     | parteilos                                                                         | Präsident Patrice de Mac-Mahon 1873–1879                                          |
|                                                                                     | Louis-Joseph Buffet                                                               | 10. März 1875                                                                     | 23. Februar 1876                                                                  | Monarchist                                                                        | Präsident Patrice de Mac-Mahon 1873–1879                                          |
|                                                                                     | Jules Dufaure (2. Mal)                                                            | 23. Februar 1876                                                                  | 12. Dezember 1876                                                                 | gemäßigter Republikaner                                                           | Präsident Patrice de Mac-Mahon 1873–1879                                          |
| Jules Simon                                                                         | 12. Dezember 1876                                                                 | 17. Mai 1877                                                                      | gemäßigter Republikaner                                                           |                                                                                   | Präsident Patrice de Mac-Mahon 1873–1879                                          |
|                                                                                     | Albert de Broglie (2. Mal)                                                        | 17. Mai 1877                                                                      | 23. November 1877                                                                 | Monarchist                                                                        | Präsident Patrice de Mac-Mahon 1873–1879                                          |
| Gaëtan de Rochebouët                                                                | 23. November 1877                                                                 | 13. Dezember 1877                                                                 | Konservativer                                                                     |                                                                                   | Präsident Patrice de Mac-Mahon 1873–1879                                          |
|                                                                                     | Jules Dufaure (3. Mal)                                                            | 13. Dezember 1877                                                                 | 4. Februar 1879                                                                   | gemäßigter Republikaner                                                           | Präsident Patrice de Mac-Mahon 1873–1879                                          |
| William Henry Waddington                                                            | 4. Februar 1879                                                                   | 28. Dezember 1879                                                                 | gemäßigter Republikaner                                                           | Präsident Jules Grévy 1879–1887                                                   |                                                                                   |
| Charles de Freycinet                                                                | 28. Dezember 1879                                                                 | 23. September 1880                                                                | gemäßigter Republikaner                                                           | Präsident Jules Grévy 1879–1887                                                   |                                                                                   |
| Jules Ferry                                                                         | 23. September 1880                                                                | 14. November 1881                                                                 | gemäßigter Republikaner                                                           | Präsident Jules Grévy 1879–1887                                                   |                                                                                   |
| Léon Gambetta                                                                       | 14. November 1881                                                                 | 30. Januar 1882                                                                   | Republikanische Union                                                             | Präsident Jules Grévy 1879–1887                                                   |                                                                                   |
| Charles de Freycinet (2. Mal)                                                       | 30. Januar 1882                                                                   | 7. August 1882                                                                    | gemäßigter Republikaner                                                           | Präsident Jules Grévy 1879–1887                                                   |                                                                                   |
| Charles Duclerc                                                                     | 7. August 1882                                                                    | 29. Januar 1883                                                                   | gemäßigter Republikaner                                                           | Präsident Jules Grévy 1879–1887                                                   |                                                                                   |
| Armand Fallières                                                                    | 29. Januar 1883                                                                   | 21. Februar 1883                                                                  | gemäßigter Republikaner                                                           | Präsident Jules Grévy 1879–1887                                                   |                                                                                   |
| Jules Ferry (2. Mal)                                                                | 21. Februar 1883                                                                  | 6. April 1885                                                                     | gemäßigter Republikaner                                                           | Präsident Jules Grévy 1879–1887                                                   |                                                                                   |
| Henri Brisson                                                                       | 6. April 1885                                                                     | 7. Januar 1886                                                                    | Republikanische Union                                                             | Präsident Jules Grévy 1879–1887                                                   |                                                                                   |
| Charles de Freycinet (3. Mal)                                                       | 7. Januar 1886                                                                    | 16. Dezember 1886                                                                 | gemäßigter Republikaner                                                           | Präsident Jules Grévy 1879–1887                                                   |                                                                                   |
| René Goblet                                                                         | 16. Dezember 1886                                                                 | 30. Mai 1887                                                                      | gemäßigter Republikaner                                                           | Präsident Jules Grévy 1879–1887                                                   |                                                                                   |
| Maurice Rouvier                                                                     | 30. Mai 1887                                                                      | 12. Dezember 1887                                                                 | Republikanische Union                                                             | Präsident Jules Grévy 1879–1887                                                   |                                                                                   |
|                                                                                     | Pierre Tirard                                                                     | 12. Dezember 1887                                                                 | 3. April 1888                                                                     | parteilos                                                                         | Präsident Marie François Sadi Carnot 1887–1894                                    |
|                                                                                     | Charles Thomas Floquet                                                            | 3. April 1888                                                                     | 22. Februar 1889                                                                  | Radikaler                                                                         | Präsident Marie François Sadi Carnot 1887–1894                                    |
|                                                                                     | Pierre Tirard (2. Mal)                                                            | 22. Februar 1889                                                                  | 17. März 1890                                                                     | parteilos                                                                         | Präsident Marie François Sadi Carnot 1887–1894                                    |
|                                                                                     | Charles de Freycinet (4. Mal)                                                     | 17. März 1890                                                                     | 27. Februar 1892                                                                  | Gemäßigter Republikaner                                                           | Präsident Marie François Sadi Carnot 1887–1894                                    |
| Émile Loubet                                                                        | 27. Februar 1892                                                                  | 6. Dezember 1892                                                                  | Gemäßigter Republikaner                                                           |                                                                                   | Präsident Marie François Sadi Carnot 1887–1894                                    |
| Alexandre Ribot                                                                     | 6. Dezember 1892                                                                  | 4. April 1893                                                                     | Gemäßigter Republikaner                                                           |                                                                                   | Präsident Marie François Sadi Carnot 1887–1894                                    |
| Charles Dupuy                                                                       | 4. April 1893                                                                     | 3. Dezember 1893                                                                  | Gemäßigter Republikaner                                                           |                                                                                   | Präsident Marie François Sadi Carnot 1887–1894                                    |
| Jean Casimir-Perier                                                                 | 3. Dezember 1893                                                                  | 30. Mai 1894                                                                      | Gemäßigter Republikaner                                                           |                                                                                   | Präsident Marie François Sadi Carnot 1887–1894                                    |
| Charles Dupuy (2. Mal)                                                              | 30. Mai 1894                                                                      | 26. Februar 1895                                                                  | Gemäßigter Republikaner                                                           | Präsident Jean Casimir-Perier 1894–1895                                           |                                                                                   |
| Alexandre Ribot (2. Mal)                                                            | 26. Februar 1895                                                                  | 1. November 1895                                                                  | Gemäßigter Republikaner                                                           | Präsident Félix Faure 1895–1899                                                   |                                                                                   |
|                                                                                     | Léon Bourgeois                                                                    | 1. November 1895                                                                  | 29. April 1896                                                                    | Präsident Félix Faure 1895–1899                                                   | Radikaler                                                                         |
|                                                                                     | Félix Jules Méline                                                                | 29. April 1896                                                                    | 28. Juni 1898                                                                     | Präsident Félix Faure 1895–1899                                                   | Mitte-rechts                                                                      |
|                                                                                     | Henri Brisson (2. Mal)                                                            | 28. Juni 1898                                                                     | 1. November 1898                                                                  | Präsident Félix Faure 1895–1899                                                   | Republikanische Union                                                             |
| Charles Dupuy (3. Mal)                                                              | 1. November 1898                                                                  | 22. Juni 1899                                                                     | Moderater Republikaner                                                            | Präsident Félix Faure 1895–1899                                                   |                                                                                   |
|                                                                                     | Pierre Waldeck-Rousseau                                                           | 22. Juni 1899                                                                     | 7. Juni 1902                                                                      | Demokratische Allianz (AD)                                                        | Präsident Émile Loubet 1899–1906                                                  |
|                                                                                     | Émile Combes                                                                      | 7. Juni 1902                                                                      | 24. Januar 1905                                                                   | Radikaler                                                                         | Präsident Émile Loubet 1899–1906                                                  |
|                                                                                     | Maurice Rouvier (2. Mal)                                                          | 24. Januar 1905                                                                   | 12. März 1906                                                                     | AD                                                                                | Präsident Émile Loubet 1899–1906                                                  |
|                                                                                     | Ferdinand Sarrien                                                                 | 12. März 1906                                                                     | 25. Oktober 1906                                                                  | Radikaler                                                                         | Präsident Armand Fallières 1906–1913                                              |
| Georges Clemenceau                                                                  | 25. Oktober 1906                                                                  | 24. Juli 1909                                                                     | Radikaler                                                                         |                                                                                   | Präsident Armand Fallières 1906–1913                                              |
|                                                                                     | Aristide Briand                                                                   | 24. Juli 1909                                                                     | 2. März 1911                                                                      | PRS                                                                               | Präsident Armand Fallières 1906–1913                                              |
|                                                                                     | Antoine Emmanuel Ernest Monis                                                     | 2. März 1911                                                                      | 27. Juni 1911                                                                     | Radikaler                                                                         | Präsident Armand Fallières 1906–1913                                              |
| Joseph Caillaux                                                                     | 27. Juni 1911                                                                     | 21. Januar 1912                                                                   | Radikaler                                                                         |                                                                                   | Präsident Armand Fallières 1906–1913                                              |
|                                                                                     | Raymond Poincaré                                                                  | 21. Januar 1912                                                                   | 21. Januar 1913                                                                   | AD                                                                                | Präsident Armand Fallières 1906–1913                                              |
|                                                                                     | Aristide Briand (2. Mal)                                                          | 21. Januar 1913                                                                   | 22. März 1913                                                                     | PRS                                                                               | Präsident Armand Fallières 1906–1913                                              |
|                                                                                     | Louis Barthou                                                                     | 22. März 1913                                                                     | 9. Dezember 1913                                                                  | AD                                                                                | Präsident Raymond Poincaré 1913–1920                                              |
|                                                                                     | Gaston Doumergue                                                                  | 9. Dezember 1913                                                                  | 9. Juni 1914                                                                      | Radikaler                                                                         | Präsident Raymond Poincaré 1913–1920                                              |
|                                                                                     | Alexandre Ribot (3. Mal)                                                          | 9. Juni 1914                                                                      | 13. Juni 1914                                                                     | Gemäßigter Republikaner                                                           | Präsident Raymond Poincaré 1913–1920                                              |
|                                                                                     | René Viviani                                                                      | 9. Juni 1914                                                                      | 29. Oktober 1915                                                                  | PRS                                                                               | Präsident Raymond Poincaré 1913–1920                                              |
| Aristide Briand (3. Mal)                                                            | 29. Oktober 1915                                                                  | 20. März 1917                                                                     | PRS                                                                               |                                                                                   | Präsident Raymond Poincaré 1913–1920                                              |
|                                                                                     | Alexandre Ribot (4. Mal)                                                          | 20. März 1917                                                                     | 12. September 1917                                                                | Gemäßigter Republikaner                                                           | Präsident Raymond Poincaré 1913–1920                                              |
|                                                                                     | Paul Painlevé                                                                     | 12. September 1917                                                                | 16. November 1917                                                                 | PRS                                                                               | Präsident Raymond Poincaré 1913–1920                                              |
|                                                                                     | Georges Clemenceau (2. Mal)                                                       | 16. November 1917                                                                 | 20. Januar 1920                                                                   | Radikaler                                                                         | Präsident Raymond Poincaré 1913–1920                                              |
|                                                                                     | Alexandre Millerand                                                               | 20. Januar 1920                                                                   | 24. September 1920                                                                | PRS                                                                               | Präsident Paul Deschanel 1920                                                     |
|                                                                                     | Georges Leygues                                                                   | 24. September 1920                                                                | 16. Januar 1921                                                                   | AD                                                                                | Präsident Alexandre Millerand 1920–1924                                           |
|                                                                                     | Aristide Briand (4. Mal)                                                          | 16. Januar 1921                                                                   | 15. Januar 1922                                                                   | PRS                                                                               | Präsident Alexandre Millerand 1920–1924                                           |
|                                                                                     | Raymond Poincaré (2. Mal)                                                         | 15. Januar 1922                                                                   | 8. Juni 1924                                                                      | AD                                                                                | Präsident Alexandre Millerand 1920–1924                                           |
|                                                                                     | Frédéric François-Marsal                                                          | 8. Juni 1924                                                                      | 15. Juni 1924                                                                     | Republikanische Föderation (FR)                                                   | Präsident Alexandre Millerand 1920–1924                                           |
|                                                                                     | Édouard Herriot                                                                   | 15. Juni 1924                                                                     | 17. April 1925                                                                    | Radikaler                                                                         | Präsident Gaston Doumergue 1924–1931                                              |
|                                                                                     | Paul Painlevé (2. Mal)                                                            | 17. April 1925                                                                    | 28. November 1925                                                                 | PRS                                                                               | Präsident Gaston Doumergue 1924–1931                                              |
| Aristide Briand (5. Mal)                                                            | 28. November 1925                                                                 | 20. Juli 1926                                                                     | PRS                                                                               |                                                                                   | Präsident Gaston Doumergue 1924–1931                                              |
|                                                                                     | Édouard Herriot (2. Mal)                                                          | 20. Juli 1926                                                                     | 23. Juli 1926                                                                     | Radikaler                                                                         | Präsident Gaston Doumergue 1924–1931                                              |
|                                                                                     | Raymond Poincaré (3. Mal)                                                         | 23. Juli 1926                                                                     | 29. Juli 1929                                                                     | AD                                                                                | Präsident Gaston Doumergue 1924–1931                                              |
|                                                                                     | Aristide Briand (6. Mal)                                                          | 29. Juli 1929                                                                     | 2. November 1929                                                                  | PRS                                                                               | Präsident Gaston Doumergue 1924–1931                                              |
|                                                                                     | André Tardieu                                                                     | 2. November 1929                                                                  | 21. Februar 1930                                                                  | AD                                                                                | Präsident Gaston Doumergue 1924–1931                                              |
|                                                                                     | Camille Chautemps                                                                 | 21. Februar 1930                                                                  | 2. März 1930                                                                      | Radikaler                                                                         | Präsident Gaston Doumergue 1924–1931                                              |
|                                                                                     | André Tardieu (2. Mal)                                                            | 2. März 1930                                                                      | 13. Dezember 1930                                                                 | AD                                                                                | Präsident Gaston Doumergue 1924–1931                                              |
|                                                                                     | Théodore Steeg                                                                    | 13. Dezember 1930                                                                 | 27. Januar 1931                                                                   | Radikaler                                                                         | Präsident Gaston Doumergue 1924–1931                                              |
|                                                                                     | Pierre Laval                                                                      | 27. Januar 1931                                                                   | 20. Februar 1932                                                                  | parteilos                                                                         | Präsident Paul Doumer 1931–1932                                                   |
|                                                                                     | André Tardieu (3. Mal)                                                            | 20. Februar 1932                                                                  | 3. Juni 1932                                                                      | AD                                                                                | Präsident Paul Doumer 1931–1932                                                   |
|                                                                                     | Édouard Herriot                                                                   | 3. Juni 1932                                                                      | 18. Dezember 1932                                                                 | Radikaler                                                                         | Präsident Albert Lebrun 1931–1940                                                 |
|                                                                                     | Joseph Paul-Boncour                                                               | 18. Dezember 1932                                                                 | 31. Januar 1933                                                                   | PRS                                                                               | Präsident Albert Lebrun 1931–1940                                                 |
|                                                                                     | Édouard Daladier                                                                  | 31. Januar 1933                                                                   | 26. Oktober 1933                                                                  | Radikaler                                                                         | Präsident Albert Lebrun 1931–1940                                                 |
| Albert Sarraut                                                                      | 26. Oktober 1933                                                                  | 26. November 1933                                                                 | Radikaler                                                                         |                                                                                   | Präsident Albert Lebrun 1931–1940                                                 |
| Camille Chautemps (2. Mal)                                                          | 26. November 1933                                                                 | 30. Januar 1934                                                                   | Radikaler                                                                         |                                                                                   | Präsident Albert Lebrun 1931–1940                                                 |
| Édouard Daladier (2. Mal)                                                           | 30. Januar 1934                                                                   | 9. Februar 1934                                                                   | Radikaler                                                                         |                                                                                   | Präsident Albert Lebrun 1931–1940                                                 |
| Gaston Doumergue (2. Mal)                                                           | 9. Februar 1934                                                                   | 8. November 1934                                                                  | Radikaler                                                                         |                                                                                   | Präsident Albert Lebrun 1931–1940                                                 |
|                                                                                     | Pierre-Étienne Flandin                                                            | 8. November 1934                                                                  | 1. Juni 1935                                                                      | AD                                                                                | Präsident Albert Lebrun 1931–1940                                                 |
|                                                                                     | Fernand Bouisson                                                                  | 1. Juni 1935                                                                      | 7. Juni 1935                                                                      | PRS                                                                               | Präsident Albert Lebrun 1931–1940                                                 |
|                                                                                     | Pierre Laval (2. Mal)                                                             | 7. Juni 1935                                                                      | 24. Januar 1936                                                                   | parteilos                                                                         | Präsident Albert Lebrun 1931–1940                                                 |
|                                                                                     | Albert Sarraut (2. Mal)                                                           | 24. Januar 1936                                                                   | 4. Juni 1936                                                                      | Radikaler                                                                         | Präsident Albert Lebrun 1931–1940                                                 |
|                                                                                     | Léon Blum                                                                         | 4. Juni 1936                                                                      | 22. Juni 1937                                                                     | SFIO                                                                              | Präsident Albert Lebrun 1931–1940                                                 |
|                                                                                     | Camille Chautemps (3. Mal)                                                        | 22. Juni 1937                                                                     | 13. März 1938                                                                     | Radikaler                                                                         | Präsident Albert Lebrun 1931–1940                                                 |
|                                                                                     | Léon Blum (2. Mal)                                                                | 13. März 1938                                                                     | 10. April 1938                                                                    | SFIO                                                                              | Präsident Albert Lebrun 1931–1940                                                 |
|                                                                                     | Édouard Daladier (3. Mal)                                                         | 10. April 1938                                                                    | 21. März 1940                                                                     | Radikaler                                                                         | Präsident Albert Lebrun 1931–1940                                                 |
|                                                                                     | Paul Reynaud                                                                      | 21. März 1940                                                                     | 16. Juni 1940                                                                     | AD                                                                                | Präsident Albert Lebrun 1931–1940                                                 |
|                                                                                     | Philippe Pétain                                                                   | 16. Juni 1940                                                                     | 11. Juli 1940                                                                     | parteilos                                                                         | Präsident Albert Lebrun 1931–1940                                                 |
| Präsidenten des Ministerrates des Französischen Staates 1940–1944 (Vichy-Regime)    |                                                                                   |                                                                                   |                                                                                   |                                                                                   |                                                                                   |
|                                                                                     | Pierre Laval (3. Mal)                                                             | 11. Juli 1940                                                                     | 13. Dezember 1940                                                                 | parteilos                                                                         | Staatschef Philippe Pétain 1940–1944                                              |
| Pierre-Étienne Flandin (2. Mal)                                                     | 13. Dezember 1940                                                                 | 9. Februar 1941                                                                   | parteilos                                                                         |                                                                                   | Staatschef Philippe Pétain 1940–1944                                              |
| François Darlan                                                                     | 9. Februar 1941                                                                   | 12. April 1942                                                                    | parteilos                                                                         |                                                                                   | Staatschef Philippe Pétain 1940–1944                                              |
| Pierre Laval (4. Mal)                                                               | 12. April 1942                                                                    | 7. September 1944                                                                 | parteilos                                                                         |                                                                                   | Staatschef Philippe Pétain 1940–1944                                              |
| Präsidenten der Provisorischen Regierung der Französischen Republik 1944–1947       |                                                                                   |                                                                                   |                                                                                   |                                                                                   |                                                                                   |
|                                                                                     | Charles de Gaulle                                                                 | 20. August 1944                                                                   | 26. Januar 1946                                                                   | parteilos                                                                         | Regierungschef war zugleich Staatsoberhaupt                                       |
|                                                                                     | Félix Gouin                                                                       | 26. Januar 1946                                                                   | 24. Juni 1946                                                                     | SFIO                                                                              | Regierungschef war zugleich Staatsoberhaupt                                       |
|                                                                                     | Georges Bidault                                                                   | 24. Juni 1946                                                                     | 28. November 1946                                                                 | MRP                                                                               | Regierungschef war zugleich Staatsoberhaupt                                       |
|                                                                                     | Vincent Auriol                                                                    | 28. November 1946                                                                 | 16. Dezember 1946                                                                 | SFIO                                                                              | Regierungschef war zugleich Staatsoberhaupt                                       |
| Léon Blum (3. Mal)                                                                  | 16. Dezember 1946                                                                 | 22. Januar 1947                                                                   | SFIO                                                                              |                                                                                   | Regierungschef war zugleich Staatsoberhaupt                                       |
| Präsidenten des Ministerrates der Französischen Republik 1947–1959 (IV. Republik)   |                                                                                   |                                                                                   |                                                                                   |                                                                                   |                                                                                   |
|                                                                                     | Paul Ramadier                                                                     | 22. Januar 1947                                                                   | 24. November 1947                                                                 | SFIO                                                                              | Präsident Vincent Auriol (SFIO) 1947–1954                                         |
|                                                                                     | Robert Schuman                                                                    | 24. November 1947                                                                 | 24. Juli 1948                                                                     | MRP                                                                               | Präsident Vincent Auriol (SFIO) 1947–1954                                         |
|                                                                                     | André Marie                                                                       | 24. Juli 1948                                                                     | 2. September 1948                                                                 | Rad-Soc                                                                           | Präsident Vincent Auriol (SFIO) 1947–1954                                         |
|                                                                                     | Robert Schuman (2. Mal)                                                           | 2. September 1948                                                                 | 11. September 1948                                                                | MRP                                                                               | Präsident Vincent Auriol (SFIO) 1947–1954                                         |
|                                                                                     | Henri Queuille                                                                    | 11. September 1948                                                                | 28. Oktober 1949                                                                  | Rad-Soc                                                                           | Präsident Vincent Auriol (SFIO) 1947–1954                                         |
|                                                                                     | Georges Bidault                                                                   | 28. Oktober 1949                                                                  | 2. Juli 1950                                                                      | MRP                                                                               | Präsident Vincent Auriol (SFIO) 1947–1954                                         |
|                                                                                     | Henri Queuille (2. Mal)                                                           | 2. Juli 1950                                                                      | 12. Juli 1950                                                                     | Rad-Soc                                                                           | Präsident Vincent Auriol (SFIO) 1947–1954                                         |
|                                                                                     | René Pleven                                                                       | 12. Juli 1950                                                                     | 10. März 1951                                                                     | UDSR                                                                              | Präsident Vincent Auriol (SFIO) 1947–1954                                         |
|                                                                                     | Henri Queuille                                                                    | 10. März 1951                                                                     | 11. August 1951                                                                   | Rad-Soc                                                                           | Präsident Vincent Auriol (SFIO) 1947–1954                                         |
|                                                                                     | René Pleven (2. Mal)                                                              | 11. August 1951                                                                   | 20. Januar 1952                                                                   | UDSR                                                                              | Präsident Vincent Auriol (SFIO) 1947–1954                                         |
|                                                                                     | Edgar Faure                                                                       | 20. Januar 1952                                                                   | 8. März 1952                                                                      | Rad-Soc                                                                           | Präsident Vincent Auriol (SFIO) 1947–1954                                         |
|                                                                                     | Antoine Pinay                                                                     | 8. März 1952                                                                      | 8. Januar 1953                                                                    | CNIP                                                                              | Präsident Vincent Auriol (SFIO) 1947–1954                                         |
|                                                                                     | René Mayer                                                                        | 8. Januar 1953                                                                    | 28. Juni 1953                                                                     | Radikaler                                                                         | Präsident Vincent Auriol (SFIO) 1947–1954                                         |
|                                                                                     | Joseph Laniel                                                                     | 28. Juni 1953                                                                     | 19. Juni 1954                                                                     | CNIP                                                                              | Präsident Vincent Auriol (SFIO) 1947–1954                                         |
|                                                                                     | Pierre Mendès France                                                              | 19. Juni 1954                                                                     | 17. Februar 1955                                                                  | Radikaler                                                                         | Präsident René Coty (CNIP) 1954–1959                                              |
|                                                                                     | Christian Pineau                                                                  | 17. Februar 1955                                                                  | 23. Februar 1955                                                                  | SFIO                                                                              | Präsident René Coty (CNIP) 1954–1959                                              |
|                                                                                     | Edgar Faure (2. Mal)                                                              | 23. Februar 1955                                                                  | 1. Februar 1956                                                                   | Radikaler                                                                         | Präsident René Coty (CNIP) 1954–1959                                              |
|                                                                                     | Guy Mollet                                                                        | 1. Februar 1956                                                                   | 13. Juni 1957                                                                     | SFIO                                                                              | Präsident René Coty (CNIP) 1954–1959                                              |
|                                                                                     | Maurice Bourgès-Maunoury                                                          | 13. Juni 1957                                                                     | 6. November 1957                                                                  | Radikaler                                                                         | Präsident René Coty (CNIP) 1954–1959                                              |
| Félix Gaillard                                                                      | 6. November 1957                                                                  | 14. Mai 1958                                                                      | Radikaler                                                                         |                                                                                   | Präsident René Coty (CNIP) 1954–1959                                              |
|                                                                                     | Pierre Pflimlin                                                                   | 14. Mai 1958                                                                      | 1. Juni 1958                                                                      | MRP                                                                               | Präsident René Coty (CNIP) 1954–1959                                              |
|                                                                                     | Charles de Gaulle                                                                 | 1. Juni 1958                                                                      | 8. Januar 1959                                                                    | UNR                                                                               | Präsident René Coty (CNIP) 1954–1959                                              |
| Premierminister der Französischen Republik seit 1959 (V. Republik)                  |                                                                                   |                                                                                   |                                                                                   |                                                                                   |                                                                                   |
|                                                                                     | Michel Debré                                                                      | 8. Januar 1959                                                                    | 14. April 1962                                                                    | UNR                                                                               | Präsident Charles de Gaulle (UNR) 1959–1969                                       |
| Georges Pompidou                                                                    | 14. April 1962                                                                    | 10. Juli 1968                                                                     | UNR                                                                               |                                                                                   | Präsident Charles de Gaulle (UNR) 1959–1969                                       |
| Maurice Couve de Murville                                                           | 10. Juli 1968                                                                     | 20. Juni 1969                                                                     | UDR                                                                               |                                                                                   | Präsident Charles de Gaulle (UNR) 1959–1969                                       |
| Jacques Chaban-Delmas                                                               | 20. Juni 1969                                                                     | 6. Juli 1972                                                                      | UDR                                                                               | Präsident Georges Pompidou (UDR) 1969–1974                                        |                                                                                   |
| Pierre Messmer                                                                      | 6. Juli 1972                                                                      | 27. Mai 1974                                                                      | UDR                                                                               | Präsident Georges Pompidou (UDR) 1969–1974                                        |                                                                                   |
| Jacques Chirac                                                                      | 27. Mai 1974                                                                      | 26. August 1976                                                                   | UDR                                                                               | Präsident Valéry Giscard d’Estaing (UDF) 1974–1981                                |                                                                                   |
|                                                                                     | Raymond Barre                                                                     | 26. August 1976                                                                   | 21. Mai 1981                                                                      | Präsident Valéry Giscard d’Estaing (UDF) 1974–1981                                | UDF                                                                               |
|                                                                                     | Pierre Mauroy                                                                     | 21. Mai 1981                                                                      | 17. Juli 1984                                                                     | PS                                                                                | Präsident François Mitterrand (PS) 1981–1995                                      |
| Laurent Fabius                                                                      | 17. Juli 1984                                                                     | 20. März 1986                                                                     | PS                                                                                |                                                                                   | Präsident François Mitterrand (PS) 1981–1995                                      |
|                                                                                     | Jacques Chirac (2. Mal)                                                           | 20. März 1986                                                                     | 10. Mai 1988                                                                      | RPR                                                                               | Präsident François Mitterrand (PS) 1981–1995                                      |
|                                                                                     | Michel Rocard                                                                     | 10. Mai 1988                                                                      | 15. Mai 1991                                                                      | PS                                                                                | Präsident François Mitterrand (PS) 1981–1995                                      |
| Édith Cresson                                                                       | 15. Mai 1991                                                                      | 2. April 1992                                                                     | PS                                                                                |                                                                                   | Präsident François Mitterrand (PS) 1981–1995                                      |
| Pierre Bérégovoy                                                                    | 2. April 1992                                                                     | 29. März 1993                                                                     | PS                                                                                |                                                                                   | Präsident François Mitterrand (PS) 1981–1995                                      |
|                                                                                     | Édouard Balladur                                                                  | 29. März 1993                                                                     | 18. Mai 1995                                                                      | RPR                                                                               | Präsident François Mitterrand (PS) 1981–1995                                      |
| Alain Juppé                                                                         | 18. Mai 1995                                                                      | 3. Juni 1997                                                                      | RPR                                                                               | Präsident Jacques Chirac (RPR/UMP) 1995–2007                                      |                                                                                   |
|                                                                                     | Lionel Jospin                                                                     | 3. Juni 1997                                                                      | 6. Mai 2002                                                                       | Präsident Jacques Chirac (RPR/UMP) 1995–2007                                      | PS                                                                                |
|                                                                                     | Jean-Pierre Raffarin                                                              | 6. Mai 2002                                                                       | 31. Mai 2005                                                                      | Präsident Jacques Chirac (RPR/UMP) 1995–2007                                      | UMP                                                                               |
| Dominique de Villepin                                                               | 31. Mai 2005                                                                      | 17. Mai 2007                                                                      | UMP                                                                               | Präsident Jacques Chirac (RPR/UMP) 1995–2007                                      |                                                                                   |
| François Fillon                                                                     | 17. Mai 2007                                                                      | 16. Mai 2012                                                                      | UMP                                                                               | Präsident Nicolas Sarkozy (UMP) 2007–2012                                         |                                                                                   |
|                                                                                     | Jean-Marc Ayrault                                                                 | 16. Mai 2012                                                                      | 31. März 2014                                                                     | PS                                                                                | Präsident François Hollande (PS) 2012–2017                                        |
| Manuel Valls                                                                        | 31. März 2014                                                                     | 6. Dezember 2016                                                                  | PS                                                                                |                                                                                   | Präsident François Hollande (PS) 2012–2017                                        |
| Bernard Cazeneuve                                                                   | 6. Dezember 2016                                                                  | 15. Mai 2017                                                                      | PS                                                                                |                                                                                   | Präsident François Hollande (PS) 2012–2017                                        |
|                                                                                     | Édouard Philippe                                                                  | 15. Mai 2017                                                                      | 3. Juli 2020                                                                      | parteilos, früher LR                                                              | Präsident Emmanuel Macron (RE) seit 2017                                          |
| Jean Castex                                                                         | 3. Juli 2020                                                                      | 16. Mai 2022                                                                      | parteilos, früher LR                                                              |                                                                                   | Präsident Emmanuel Macron (RE) seit 2017                                          |
|                                                                                     | Élisabeth Borne                                                                   | 16. Mai 2022                                                                      | 9. Januar 2024                                                                    | RE                                                                                | Präsident Emmanuel Macron (RE) seit 2017                                          |
| Gabriel Attal                                                                       | 9. Januar 2024                                                                    | 5. September 2024                                                                 | RE                                                                                |                                                                                   | Präsident Emmanuel Macron (RE) seit 2017                                          |
|                                                                                     | Michel Barnier                                                                    | 5. September 2024                                                                 | 13. Dezember 2024                                                                 | LR                                                                                | Präsident Emmanuel Macron (RE) seit 2017                                          |
|                                                                                     | François Bayrou                                                                   | 13. Dezember 2024                                                                 | amtierend                                                                         | MoDem                                                                             | Präsident Emmanuel Macron (RE) seit 2017                                          |

Existierende Parteien:
Frühere Parteien: